# 1240

## Родени
- Чимабуе, италиански художник